# Se Herrens ord är rent och klart
Se Herrens ord är rent och klart är en gammal psalm i sex verser som ursprungligen hade titelraden Hjelp HErre the Helige äro nu fåå och har sitt ursprung i Psaltaren 12. Den tyska originaltexten Hilff HERR wie wenig av kyrkoherden i Magdeburg Wolfgang Dachstein. Den svenska översättningen av okänd författare 1695. Texten bearbetades av Johan Olof Wallin 1819 med anslaget Hjälp, Gud, de trogna äro få. Från och med 1935 möter vi dagens anslag Se Herrens ord är rent och klart, vilket är synonymt med verserna 5 och 6 av tidigare versioner. Med undantag av 1937 där Wallins anslag behålls. En ny bearbetning av psalmen görs 1979 av Gustaf Adolf Danell.
Psalmen inleds 1695 med orden:
Hjelp HErre the Helige äro nu fåå
The trogne förminskade blifwa
Psalmen inleds 1819 bearbetad av Wallin med orden:
Hjälp, Gud, de trogna äro få
Och synas dagligt färre
I Sionstoner 1935 är anslaget vers 5,6 och inleds med orden:
Se Herrens ord är rent och klart
Som guld i degeln skärat
Dessa två verser bearbetas 1979 av Danell och inleds då med orden:
Se Herrens ord är rent och klart
Som silvret, när i degeln,
Enligt 1697 års koralbok används samma melodi till psalmerna Min hogh från Menniskior hafwer jagh wändt (nr 42), Döm mig, min Gud (nr 54) och O Jesu Krist, du nådens brunn (nr 221). 
I 1819 och 1937 års psalmböcker anges att melodin är densamma som till Min högsta skatt, o Jesus kär (1937 nr 282) 
I Sionstoner 1935 används melodin Din spira, Jesu, sträckes ut
I 1986 års psalmbok används en helt annan rytm och melodin sägs vara en tonsättning av Johann Crüger från 1653 "efter Lyon 1547" och därmed samma melodi som till Din kärlek, Jesus, gräns ej vet (1986 nr 91), Den korta stund jag vandrar här (1986 nr 157) och O gode Ande, led du mig (1986 nr 408).

## Publicerad som
- Nr 32 i 1695 års psalmbok med titelraden "Hjelp HErre the Helige äro nu fåå", under rubriken "Konung Davids Psalmer".
- Nr 121 i 1819 års psalmbok med titelraden "Hjälp, Gud, de trogna äro få", under rubriken "Jesu andliga världsregering och vård om sin stridande församling".
- Nr 255 i Sionstoner 1935 med nya titelraden "Se Herrens ord är rent och klart", (v 5-6 av nr 121, 1819 "Hjälp Gud, de trogna äro få"), under rubriken "Nådens medel: Ordet".
- Nr 176 i 1937 års psalmbok med gamla titelraden "Hjälp, Gud, de trogna äro få", under rubriken "Ordet".
- Nr 374 i Den svenska psalmboken 1986 med nya titelraden "Se Herrens ord är rent och klart" under rubriken "Ordet".